# (8505) 1990 YK
(8505) 1990 YK est un astéroïde de la ceinture principale découvert en 1990.

## Description
(8505) 1990 YK a été découvert le 19 décembre 1990 à Kushiro (Japon) par Seiji Ueda et Hiroshi Kaneda.

### Caractéristiques orbitales
L'orbite de cet astéroïde est caractérisée par un demi-grand axe de 2,24 UA, un périhélie de 1,89 UA, une excentricité de 0,16 et une inclinaison de 2,30° par rapport à l'écliptique. Du fait de ces caractéristiques, à savoir un demi-grand axe compris entre 2 et 3,2 UA et un périhélie supérieur à 1,666 UA, il est classé, selon la JPL Small-Body Database, comme objet de la ceinture principale.

### Caractéristiques physiques
(8505) 1990 YK a une magnitude absolue (H) de 14,2 et un albédo estimé à 0,235.